# Ла-Гранд (Орегон)
Ла-Гранд (англ. La Grande) — місто (англ. city) в США, в окрузі Юніон штату Орегон. Населення — 13 026 осіб (2020).

## Географія
Ла-Гранд розташована за координатами 45°19′28″ пн. ш. 118°5′13″ зх. д. / 45.32444° пн. ш. 118.08694° зх. д. (45.324471, -118.086891).  За даними Бюро перепису населення США в 2010 році місто мало площу 11,94 км², з яких 11,86 км² — суходіл та 0,08 км² — водойми.

### Клімат
| Клімат : Ла-Гранд       | Клімат : Ла-Гранд | Клімат : Ла-Гранд | Клімат : Ла-Гранд | Клімат : Ла-Гранд | Клімат : Ла-Гранд | Клімат : Ла-Гранд | Клімат : Ла-Гранд | Клімат : Ла-Гранд | Клімат : Ла-Гранд | Клімат : Ла-Гранд | Клімат : Ла-Гранд | Клімат : Ла-Гранд | Клімат : Ла-Гранд |
| Показник                | Січ.              | Лют.              | Бер.              | Квіт.             | Трав.             | Черв.             | Лип.              | Серп.             | Вер.              | Жовт.             | Лист.             | Груд.             | Рік               |
| Абсолютний максимум, °C | 16,1              | 18,9              | 26,1              | 31,1              | 35,0              | 37,8              | 42,2              | 41,1              | 38,9              | 31,7              | 21,7              | 15,0              | 42,2              |
| Середній максимум, °C   | 3,4               | 6,2               | 10,6              | 14,6              | 19,5              | 24,1              | 29,9              | 30,0              | 24,7              | 16,9              | 8,1               | 3,5               | 15,9              |
| Середній мінімум, °C    | −4,3              | −3                | −0,8              | 1,6               | 5,4               | 9,2               | 11,9              | 11,1              | 6,6               | 1,9               | −1                | −4,2              | 2,9               |
| Абсолютний мінімум, °C  | −27,2             | −23,3             | −12,8             | −8,9              | −4,4              | −1,7              | 0,0               | −0,6              | −5                | −11,7             | −25,6             | −27,8             | −27,8             |
| Норма опадів, мм        | 47                | 32                | 38                | 38                | 48                | 39                | 17                | 20                | 19                | 32                | 50                | 46                | 426               |
| Днів з опадами          | 11                | 8                 | 11                | 10                | 10                | 8                 | 4                 | 4                 | 5                 | 8                 | 11                | 11                | 101,0             |
| ----------------------- | ----------------- | ----------------- | ----------------- | ----------------- | ----------------- | ----------------- | ----------------- | ----------------- | ----------------- | ----------------- | ----------------- | ----------------- | ----------------- |
| Джерело:                |                   |                   |                   |                   |                   |                   |                   |                   |                   |                   |                   |                   |                   |

## Демографія
Згідно з переписом 2010 року, у місті мешкали 13 082 особи в 5395 домогосподарствах у складі 3073 родин. Густота населення становила 1096 осіб/км².  Було 5794 помешкання (485/км²).
Расовий склад населення:
| - 91,3 % — білих - 1,5 % — вихідців з тихоокеанських островів - 1,4 % — корінних американців - 1,1 % — азіатів - 0,8 % — чорних або афроамериканців - 1,4 % — осіб інших рас |

До двох чи більше рас належало 2,5 %. Частка іспаномовних становила 4,6 % від усіх жителів.
За віковим діапазоном населення розподілялося таким чином: 22,4 % — особи молодші 18 років, 62,8 % — особи у віці 18—64 років, 14,8 % — особи у віці 65 років та старші. Медіана віку мешканця становила 32,8 року. На 100 осіб жіночої статі у місті припадало 92,8 чоловіків;  на 100 жінок у віці від 18 років та старших — 88,8 чоловіків також старших 18 років.
Середній дохід на одне домашнє господарство  становив 54 406 доларів США (медіана — 39 135), а середній дохід на одну сім'ю — 68 191 долар (медіана — 52 896). Медіана доходів становила 40 408 доларів для чоловіків та 28 606 доларів для жінок. За межею бідності перебувало 22,5 % осіб, у тому числі 25,8 % дітей у віці до 18 років та 11,8 % осіб у віці 65 років та старших.
Цивільне працевлаштоване населення становило 6137 осіб. Основні галузі зайнятості: освіта, охорона здоров'я та соціальна допомога — 29,6 %, роздрібна торгівля — 14,5 %, мистецтво, розваги та відпочинок — 7,8 %, виробництво — 7,6 %.